# Große Schwäbische Kunstausstellung
Die Große Schwäbische Kunstausstellung ist eine seit dem Jahr 1949 jährlich stattfindende Kunstausstellung in Augsburg. Veranstalter sind der Berufsverband Bildender Künstler Schwaben-Nord und Augsburg e.V. und Berufsverband Bildender Künstler Allgäu/Schwaben-Sü d e.V.

## Beschreibung
An der Großen Schwäbischen Kunstausstellung nehmen regelmäßig ca. 100 Künstler aus verschiedenen Disziplinen teil. Eine Jury bewertet die ausgestellten Werke. Unter diesen wird der Schwäbische Kunstpreis der Kreissparkasse Augsburg verliehen. Zusätzlich gab es Sonderausstellungen im Kulturforum Abraxas. Die Hauptausstellung fand in der toskanischen Säulenhalle im Zeughaus statt. Von 2014 bis 2018 wurde die Ausstellung im Schaezlerpalais gezeigt mit Sonderausstellungen in der H2 des Glaspalast Augsburg. Seit 2019 findet die Ausstellung in der H1, Raum für Kunst im Glaspalast Augsburg statt.